# Raman Raghav
Raman Raghav (1929-1995) était un tueur en série psychopathe qui a opéré dans la ville de Mumbai (anciennement Bombay), dans l'Inde des années 1960. Il a été déclaré schizophrène après son arrestation. On en sait peu sur l'enfance de Raghav ou sur les circonstances qui l'ont mené à commettre des crimes.

## Meurtres en série
Une série de meurtres brutaux dans les périphéries de Mumbai a choqué la ville en août 1968. Des SDF ont été matraqués à mort tandis qu'ils dormaient. Tous les meurtres ont eu lieu la nuit et ont été commis en employant un objet dur et émoussé. La police de Mumbai et les médias ont alors su qu'un assassin en série fonctionnait dans la ville.
Une série semblable de meurtres avait été commise quelques années plus tôt (1965-1966) dans les banlieues orientales de Mumbai. À l'époque, 19 personnes avaient été attaquées, dont 9 étaient mortes.
Un homme flânant dans le secteur fut arrêté par la police. Son nom était Raman Raghav, un sans domicile fixe déjà connu de la police, ayant passé cinq ans en prison pour vol. Cependant, aucune preuve irréfutable n'ayant pu être trouvée contre lui (aucun des survivants n'avait vu cet homme), la police l'avait laissé partir.
L'inquiétude voire la panique étaient alors monnaie courante dans Mumbai. Les habitants des taudis comme des appartements redoutaient de dormir dehors, ou avec les fenêtres et les balcons ouverts.
Quand le tueur frappa une nouvelle fois, la police lança une chasse à l'homme contre lui. Ramakant Kulkarni, alors commissaire adjoint de la police organisa une rafle dans la ville, rafle qui fut couronnée de succès et mena aux aveux de Raghav. Ce dernier admit avoir tué 23 personnes en 1966 sur la ligne de GIP (grand chemin de fer péninsulaire indien) et presque une douzaine en 1968 dans les banlieues. Cependant, il est probable qu'il ait tué beaucoup plus.

## Arrestation
L'inspecteur de la police Alex Fialho identifia Raman Raghav à partir de photographies et des descriptions fournies par ceux qui l'avaient vu. Fialho le mit en garde à vue et le fouilla en présence de deux témoins respectés dans la communauté locale. Le suspect prétendit s'appeler Raman Raghav, mais de vieux dossiers révélèrent qu'il avait eu plusieurs noms d'emprunt comme « Sindhi Dalwai », « Talwai », « Anna », « Thambi » et « Veluswami ». Il avait sur lui une paire de lunettes, deux peignes, des ciseaux, de l'encens brûlant, du savon, de l'ail, du thé et deux morceaux de papier avec quelques figures mathématiques. Sa chemise et son short avaient des taches de sang et ses chaussures étaient pleines de boue. Ses empreintes digitales confirmèrent que le suspect était en effet Raman Raghav dit Sindhi Dalwai.
Il fut arrêté selon la section 302 du code pénal indien pour le meurtre supposé de deux personnes : Lalchand Jagannat Yadav et Dular Jaggi Yadav du village de Chinchawli, dans le Grand Mumbai. On le décrit grand, bien bâti et de teint sombre.

## Jugement
Le jugement préliminaire se tint dans le tribunal du magistrat en chef additionnel de la présidence. Pendant longtemps, Raghav refusa de répondre aux questions, puis il devint plus loquace après que la police a accepté qu'on lui serve des plats de poulet. Il donna alors un témoignage détaillé, décrivant son arme et son modus operandi. Dès lors, le dossier fut renvoyé à la cour de sessions de Mumbai.
Quand le procès commença au tribunal du juge additionnel de session, à Mumbai, le 2 juin 1969, l'avocat de la défense expliqua que l'accusé était incapable de se défendre à cause de sa fragilité mentale et déjà présente à l'époque des faits. L'accusé fut donc envoyé à la police scientifique, qui l'observa du 28 juin au 23 juillet 1969 et conclut :
« L'accusé ne souffre pas de psychose et n'est pas mentalement retardé. Sa mémoire est fragile. Il peut comprendre la nature et l'objet des démarches contre lui et son aliénation n'est pas avérée. »
Avec cette opinion médicale, le procès continua et l'accusé plaida coupable. Un psychiatre de l'hôpital de Nair fut cité comme témoin de défense. Il avait interrogé l'accusé à la prison d'Arthur Road le 5 août 1969 et démontra que l'accusé souffrait de schizophrénie paranoïde chronique depuis longtemps et ne pouvait donc pas comprendre que ses actions étaient contraires à la loi. La défense déclara : « l'accusé a commis l'acte de tuer. Il connaissait la nature de l'acte, à savoir le meurtre, mais ne comprenait pas que c'était contraire à la loi. » La sentence fut malgré tout la peine de mort, et Raghav ne fit pas appel.
Avant de confirmer la sentence, la Cour Suprême de Mumbai demanda cependant la constitution d'un comité médical spécial de trois psychiatres pour déterminer si l'accusé était schizophrène, et deuxièmement, si en conséquence de sa fragilité d'esprit, il était incapable de se défendre. Le comité interrogea Raman à cinq reprises, pendant environ deux heures à chaque fois. Lors de leur entrevue finale, quand ils lui dirent au revoir, il refusa de leur serrer la main en disant qu'il était un représentant de « Kanoon » (Dieu) qui ne toucherait pas des personnes appartenant à ce monde mauvais. Le rapport d'examen fut le suivant :
« 
On ne dispose pas de détails sur l'enfance [du sujet]. Aucun rapport fiable de maladie mentale dans sa famille n'est disponible. Selon les données disponibles, il avait l'habitude de voler dès l'enfance. Il n'a qu'à peine reçu une éducation scolaire. Il avait la réputation d'être renfermé. Depuis son retour de Pune en 1968, il avait vécu dans les jungles près des banlieues de Mumbai.
La radiographie du crâne, l'examen sanguin, le dépistage de la syphilis, l'examen du liquide céphalo-rachidien comprenant un dépistage de la syphilis, celui de son urine et de ses selles et l'électro-encéphalogramme ne montrent aucune anormalité. Il était d'intelligence moyenne et il n'y a aucune maladie organique pour expliquer son état mental.
Dans chacune des cinq entrevues, il a montré des idées de référence et des illusions solidement ancrées et systématisées de persécution et de splendeur. Les illusions qu'il ressentait étaient comme suit :
- Il y a deux mondes distincts, le monde de « Kanoon » et le monde dans lequel il vit.
- Une croyance fixe et irréfutable que les gens essayaient de changer son sexe, mais qu'ils n'ont pas réussi, parce qu'il était un représentant de « Kanoon ».
- Une croyance fixe et irréfutable qu'il est une puissance, un « Shakti »
- Une croyance ferme que d'autres personnes essayent de lui faire des tentations homosexuelles de sorte qu'après avoir succombé, il soit transformé en femme.
- Des rapports homosexuels le convertiraient en femme.
- Il répétait sans cesse qu'il était un homme à 101 pour cent.
- Une croyance que le gouvernement l'a amené à Mumbai pour commettre des vols et des actes criminels.
- Une croyance irréfutable qu'il y a trois gouvernements dans le pays - le gouvernement d'Akbar, le gouvernement britannique, et le gouvernement du congrès et que ces gouvernements essayent de le persécuter et de le tenter.

 »
— Parikh's Textbook of Medical Jurisprudence and Toxicology for classrooms and courtrooms, 1990,  (ISBN 81 239 0149 6)

## Le verdict final
Constatant qu'il ne serait jamais guéri, la Cour Suprême ramena la sentence de Raman Raghav à l'emprisonnement à perpétuité dans son jugement du 4 août 1987, parce qu'il s'est avéré qu'il avait une maladie mentale incurable. Il a été gardé à la prison de Yerwada, Pune, sous traitement de l'institut central de la santé mentale et de la recherche. Quelques mois plus tard Raghav mourut au Sassoon General Hospital de Pune. Il souffrait de problèmes de rein.

## Legs
Raman Raghav est vraisemblablement le pire et le plus terrifiant assassin en série de l'histoire de l'Inde. Le réalisateur de film indien Sriram Raghavan a produit un court-métrage de 45 minutes sur lui, avec Raghuvir Yadav dans le rôle principal.
Au milieu des années 1980, un autre assassin en série émergea dans Mumbai, terrorisant la population de Sion et de localités voisines. Surnommé « Stoneman », il n'a pas été capturé en dépit des efforts intenses de la police.